# Filialkirche Watschig

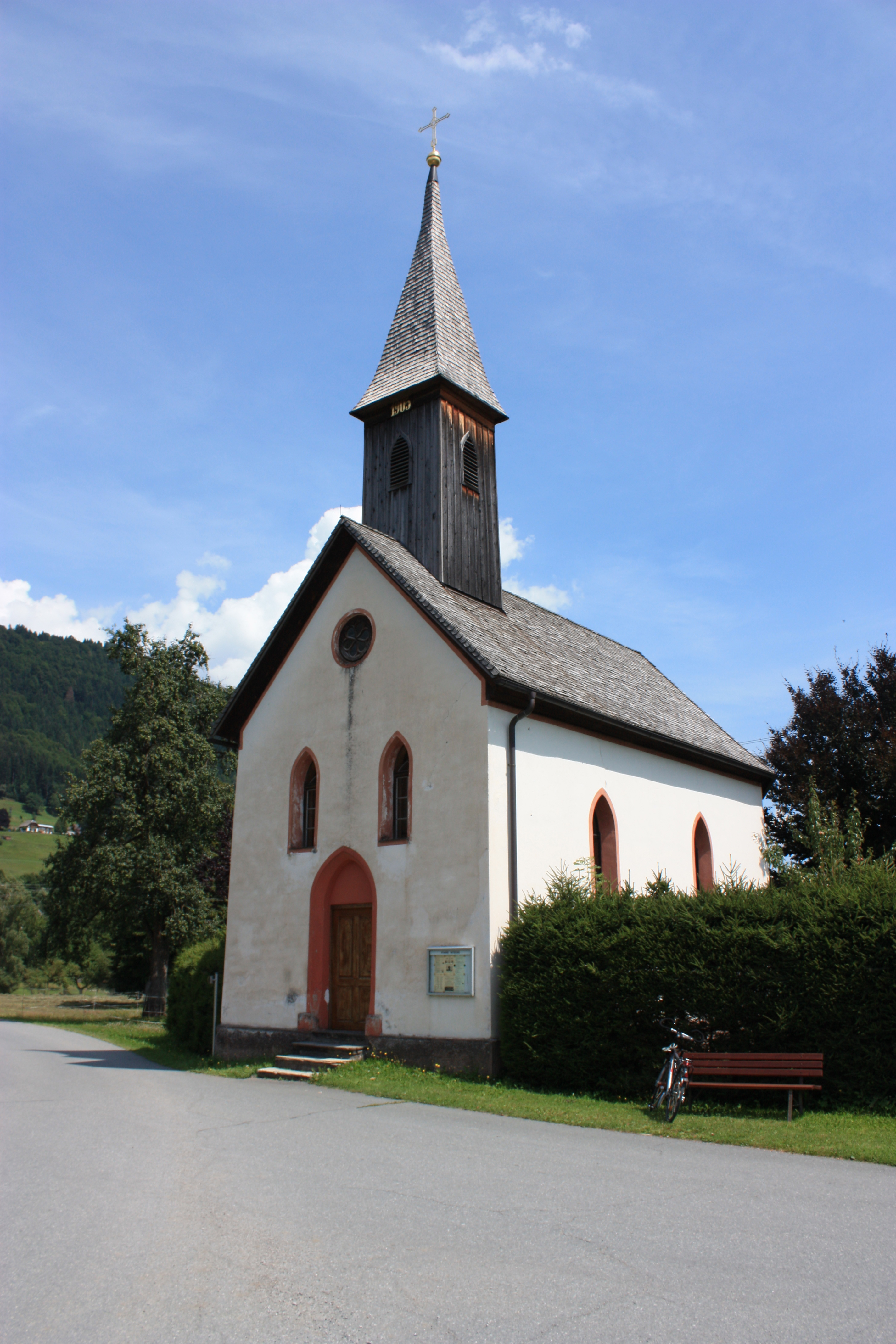
Filialkirche Watschig

Die römisch-katholische Filialkirche Watschig in der Gemeinde Hermagor ist Maria Hilf geweiht und gehört zur Pfarre Mitschig. Das Gebäude steht unter Denkmalschutz (Listeneintrag).
Der kleine neugotische Bau hat einen älteren Kern. Über dem zweiachsigen Langhaus erhebt sich ein hölzerner Dachreiter. Der einjochige Chor endet in einem Fünfachtelschluss. Das Westportal und die Fenster sind spitzbogig mit Ausnahme eines runden Fensters im Giebel der Westfassade. Der Innenraum ist flachgedeckt.
Der um 1680 geschaffene Altar besteht aus einer kleinen Ädikula über einem Sockel mit gestaffelter Doppelsäulenstellung, mit Knorpelwerk verzierten, seitlichen Ohren sowie einem geschweiften, Sprenggiebel mit einer kleinen Ädikula als Aufsatz. Das Altarblatt zeigt die Muttergottes, die den Heiligen Florian und Sebastian erscheint.